# Рана Дајани
Рана Дајани је јордански молекуларни биолог и ванредни професор на Хашемитском универзитету.

## Биографија
Дајани је стекла докторат из молекуларне биологије 2005. године на Универзитету Ајова. Члан је Редклиф института за напредне студије на Харвард универзитету, као и Ајзенхауер заједнице. Она је бивши гостујући професор на Јејлу у Јејл центру за матичне ћелије и гостујући истраживач на Универзитету Кембриџ и Терапијском центру матичних ћелија у Јордану.

## Признања и награде
Амбасада САД-а у Јордану је учланила Дајани у Кућу славних жена у науци 2015. године. Ово признање је препознало њен рад и теорије у вези са биолошком еволуцијом и исламом, фокусирано на геномско истраживање о дијабетесу, раку и матичним ћелијама.
Дајани је заговарач научног образовања за жене, као и биолошке еволуције у вези са исламом. Оснивач је и уредник Ми волимо читати програма који заступа писменост дјеце у 30 држава. Ми волимо читати програм је менторисао и обучио 730 жена у вези са техникама причања прича и у 2017. години освојио је Унескову King Sejong литерарну награду. Исход тога било је успостављање 330 библиотека широм Јордана, обогаћујући писменост више од 10000 дјеце, од којих је преко 60% било женског пола.

## Публикације и говорништво
Дајани је члан Јорданског женског савјетодавног вијећа при Уједињеним нацијама. Била је на конференцији Вјера у дијалог Британског савјета.